# 日本消化器病学会
一般財団法人日本消化器病学会（にほんしょうかきびょうがっかい、英語名 The Japanese Society of Gastroenterology）は、1898年消化器病学の向上発展をはかるため胃腸病研究会として長與稱吉が創立、1964年日本消化器病学会と改称した学会。会員数36,209名（2023年12月末日現在）。
事務局を東京都港区新橋に置いている。

## 事業
研究発表・討議のための学術集会の開催、機関誌の刊行、診断・治療に関する医師補習教育講演会等の開催、専門医育成のための講習の実施・講演会等の開催、一般の関心を高める目的の集会・出版、世界消化器病学会に対する国際協力など

## 機関誌
- 『日本消化器病学会雑誌』（月刊）
- 『Journal of Gastroenterology』（月刊）
- 『Clinical Journal of Gastroenterology』（隔月刊）